# Byki (obwód kurski)
Byki (ros. Быки) – wieś (ros. село, trb. sieło) w zachodniej Rosji, w sielsowiecie czaplińskim rejonu kurczatowskiego w obwodzie kurskim.

## Geografia
Miejscowość położona jest nad rzeką Sejm, 6,5 km od centrum administracyjnego sielsowietu czaplińskiego Czapli, 10,5 km od centrum administracyjnego rejonu Kurczatow, 48 km od Kurska.
W granicach miejscowości znajdują się 374 domostwa.

## Demografia
W 2010 r. miejscowość liczyła sobie 274 mieszkańców.

## Zabytki
- Cerkiew Chrzestu Pańskiego (1856)[4]